# 娜迪察·博扎尼奇
娜迪察·博扎尼奇（2001年3月13日—），塞尔维亚女子跆拳道运动员，2018年夏季青奥会女子63公斤级银牌得主、2022年世界跆拳道锦标赛女子73公斤级金牌得主。